# Place Wassily-Kandinsky
La place Wassily-Kandinsky est une voie située dans le quartier Necker dans le 15e arrondissement de Paris.

## Situation et accès
La place Wassily-Kandinsky est desservie à proximité par la ligne 12 à la station Volontaires.

## Origine du nom
Cette place porte le nom du peintre Wassily Kandinsky (1866–1944).

## Historique
La place est créée en 1975 lors de la restructuration du secteur Procession et prend l'année suivante son nom actuel.

## Bâtiments remarquables et lieux de mémoire
- Sur cette place se tient un marché les mercredis et samedis.